# Murallas de Jaén

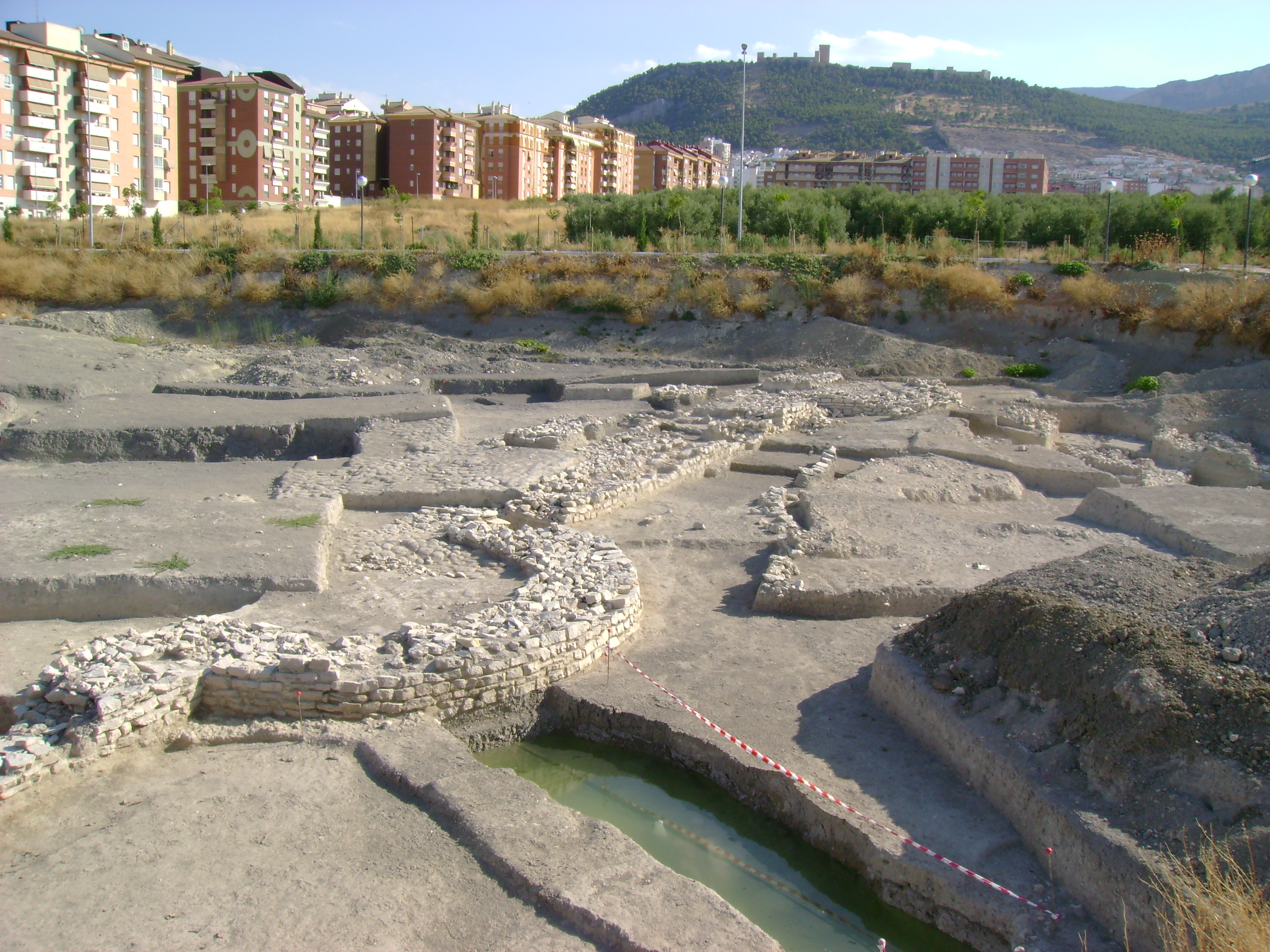
Muralla calcolítica de Marroquíes Bajos.

Las murallas de Jaén se diferencian en la muralla calcolítica, situada en los yacimientos arqueológicos del norte de la ciudad, y la muralla medieval, edificada en época romana y transformada por musulmanes y cristianos.

## Muralla calcolítica
El reciente descubrimiento de los yacimientos arqueológicos de Marroquíes Bajos, a unos cientos de metros del casco histórico y ya en terreno llano, han venido a controvertir radicalmente el concepto de la ciudad medieval que hasta hace muy poco se tenía.
La muralla fue datada por carbono 14 entre los años 2450 al 2125 a. C. y está considerada como «una pieza espectacular, un tramo tan amplio que tienes la posibilidad de ver en perspectiva el lienzo, las torres, las puertas... Difícilmente hay en España un caso similar del periodo Calcolítico. Difícilmente se puede justificar que no se conserve ahí», según el director del Centro Andaluz de Arqueología Ibera.

## Muralla medieval
La muralla de Jaén surge debido a la expansión de la ciudad, y a una desafortunada política de demoliciones llevada a cabo principalmente en la segunda mitad del siglo XIX, desaparecieron las murallas que bajaban desde el Castillo para ceñir a la población. Esta no circunscribía el perímetro de la ciudad. Por el contrario, se extendía en arrabales a sus alrededores y esto provocaba sucesivas ampliaciones del recinto. La muralla acogía así a aquellas clases sociales vinculadas al poder civil y religioso y a servicios tales como el comercio, los baños, etc.
El hecho de que su extensión doblara la de la ciudad medieval conocida, allá por el siglo X, da una idea de hasta qué punto la población se diseminaba en las cercanías del núcleo principal, dedicándose a distintas actividades entre las que destacaría la agricultura.
La muralla destacaba por su fortaleza, por lo que algunos autores musulmanes y cristianos hablaron de ella con admiración:

Yayyán es la ciudadela de Al-Andalus, con la que ninguna otra ciudad puede ser comparada en abundancia de cereal, número de valientes soldados y fortaleza y solidez de sus murallas.
Abu-I-Walid al-Sâqundi

Jahan es villa real et de grant pueblo et bien enfortalesçida et bien encastillada de muy fuerte et de muy tendida çerca et bien asentada et de muchas et fuertes torres et de muchas et buenas aguas dentro de la villa, et abondada de todos abondamientos que a noble et a rica villa convien aver. Et fue siempre villa de muy grant guerra et muy reçelada, et donde venie siempre mucho danno a cristianos et quantos enpeesçemientos avien a ser; mas desque ella en poder de los cristianos fue et entrada en el sennorio del noble rey don Fernando, fue siempre después la frontera bien parada et segura, et los cristianos que alli eran sennores de lo que avien.
Fragmento de Estoria de España de Alfonso X “El Sabio”

En el siglo XV la muralla que fue ampliada por Miguel Lucas de Iranzo, comenzaba en la llamada “Puerta de Noguera”, descendía por los Adarves hasta llegar a la ”Puerta del Ángel”, hoy perfectamente conservada y que da acceso al parque de la "Alameda de Capuchinos", continuaba hacia el “Portillo de San Jerónimo”, donde aparecían dos hermosas torres cuadradas; ascendía por la actual avenida de Granada, hasta la “Puerta de Barrera”, continuando hacia el torreón de San Agustín, lugar donde se cerraba este segundo recinto amurallado que albergaba el arrabal de San Ildefonso.

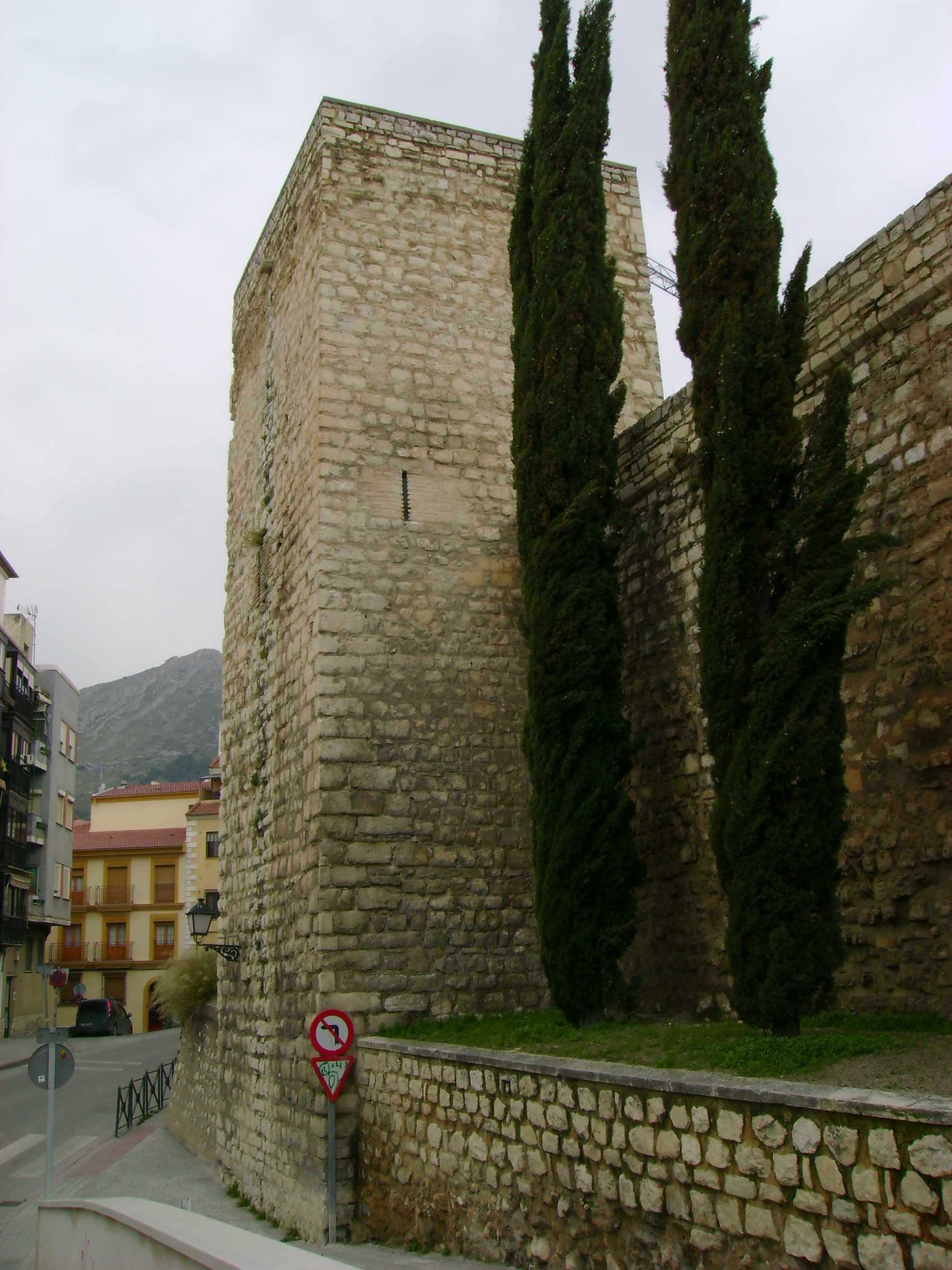
Torreón del Conde de Torralba.
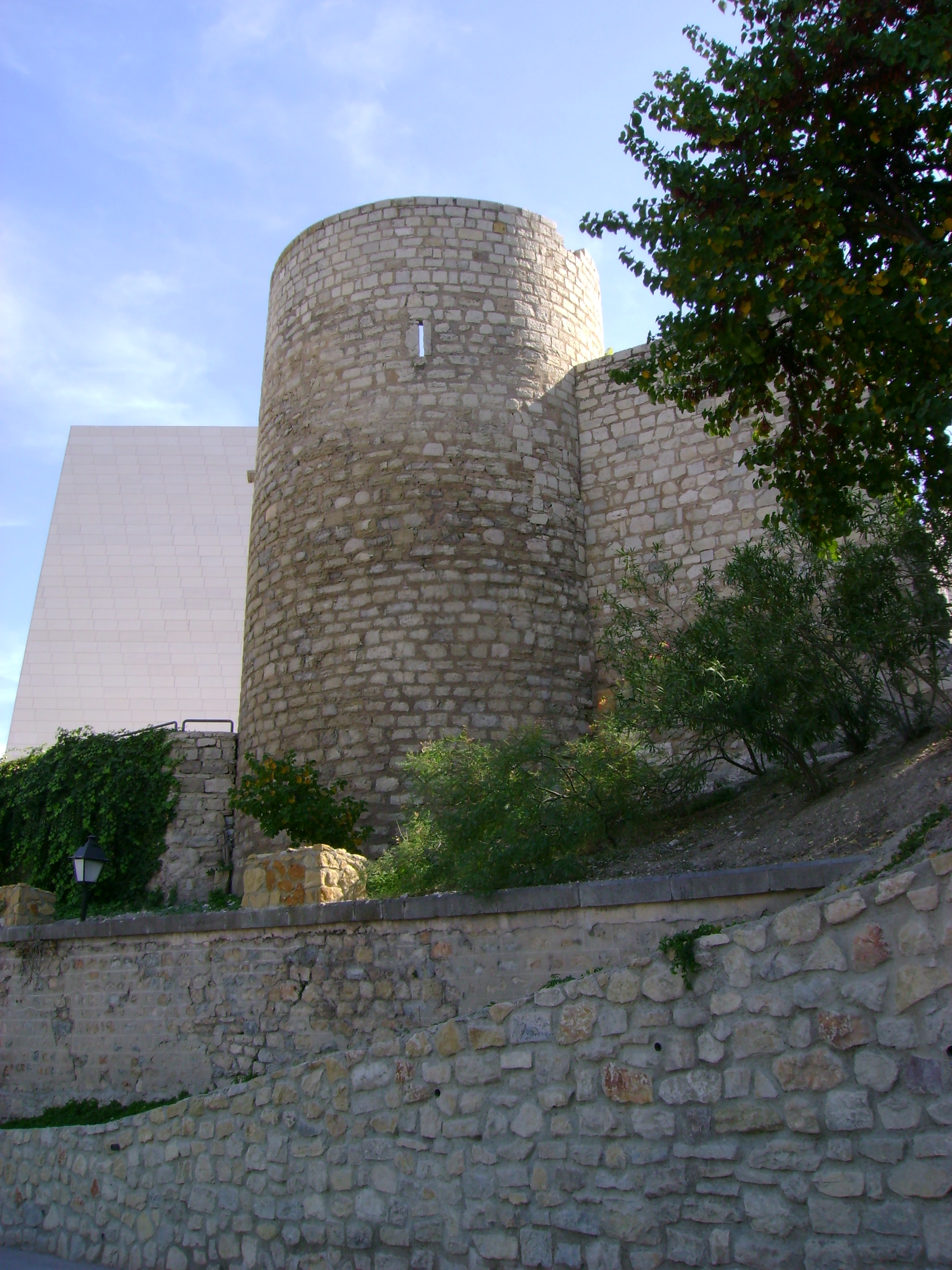
Torreón cilíndrico.

### Puertas
La muralla de Jaén contaba con 10 puertas principales y otras tantas de menor tamaño pero de gran importancia para la población, eran:
- Puerta Nueva
- Portón de La Llana
- Puerta de Martos[3]
- Puerta del Aceituno[4]
- Portillo del Sol
- Puerta de Baeza[5]
- Portillo Arroyo de San Pedro
- Puerta de San Agustín
- Portillo de San Bartolomé
- Portillo de San Francisco
- Puerta de Santa María
- Postigo de San Sebastián
- Postigo de las Cadenas
- Puerta de Granada
- Puerta Noguera[6]
- Postigo de Don Diego
- Puerta del Ángel o San Miguel[7][8]
- Portillo de San Jerónimo
- Puerta Barrera

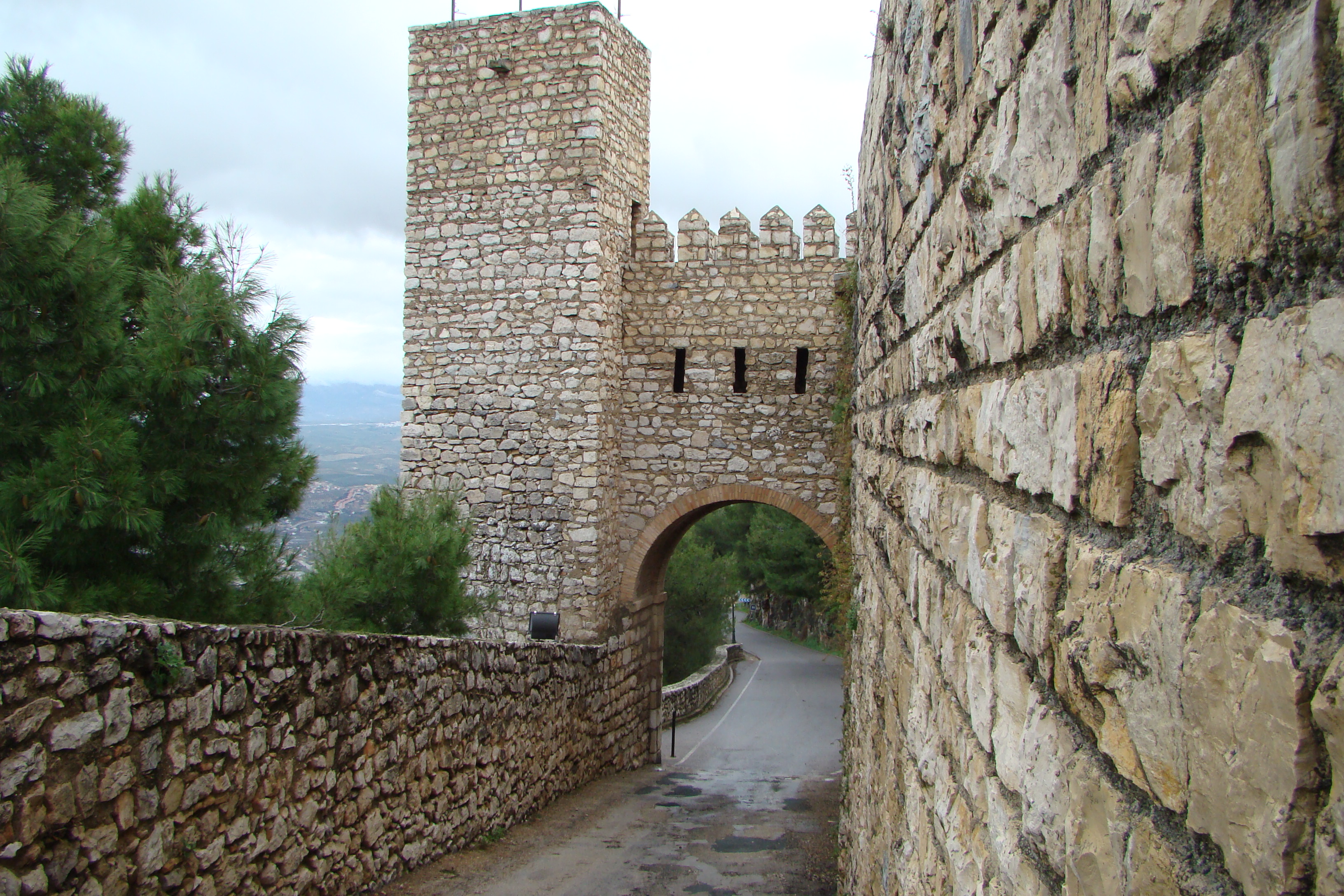
Puerta Nueva, actual acceso al Castillo.
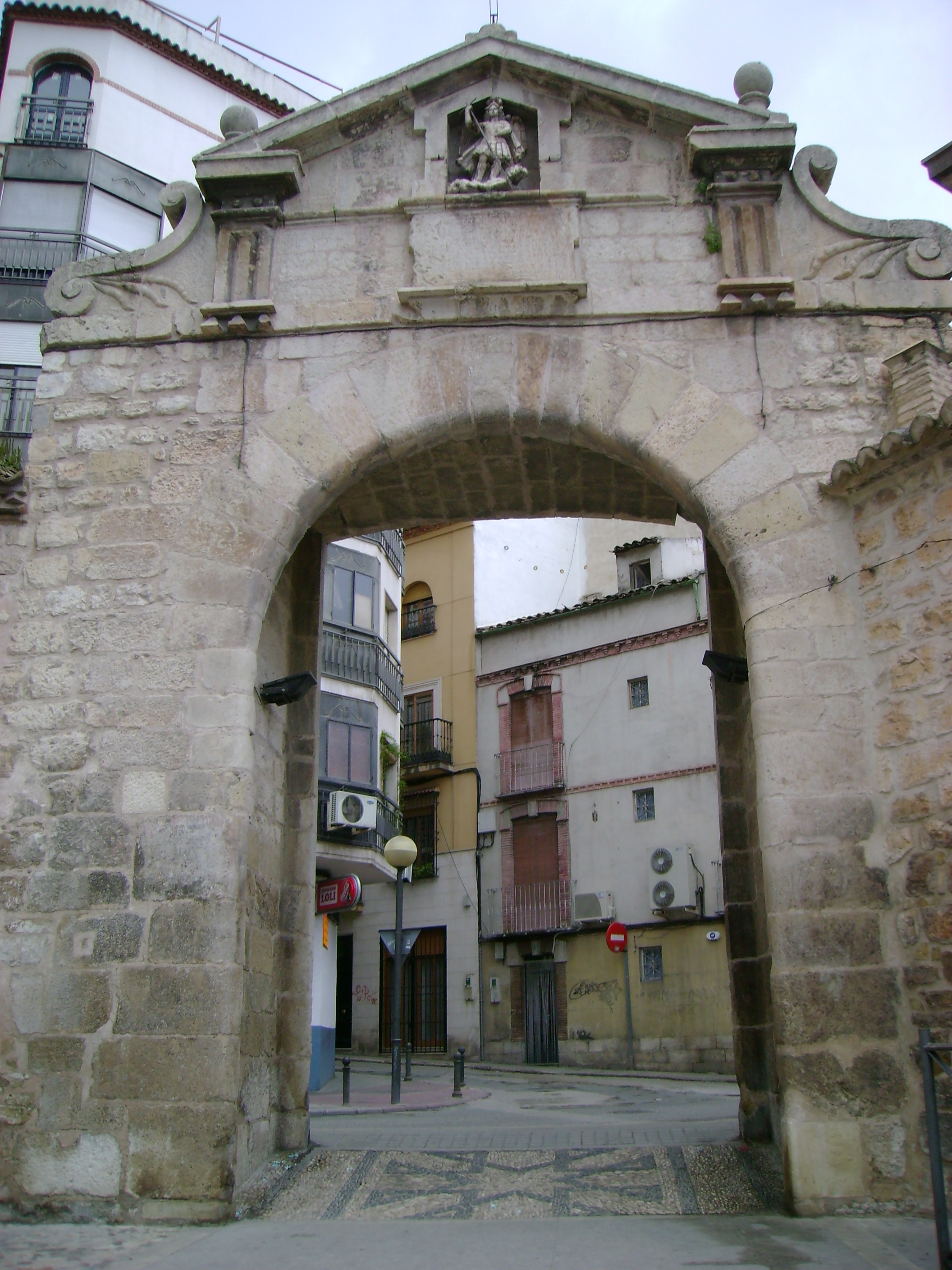
Vista de la Puerta del Ángel, con la hornacina del Arcángel San Miguel, desde el exterior de la muralla.
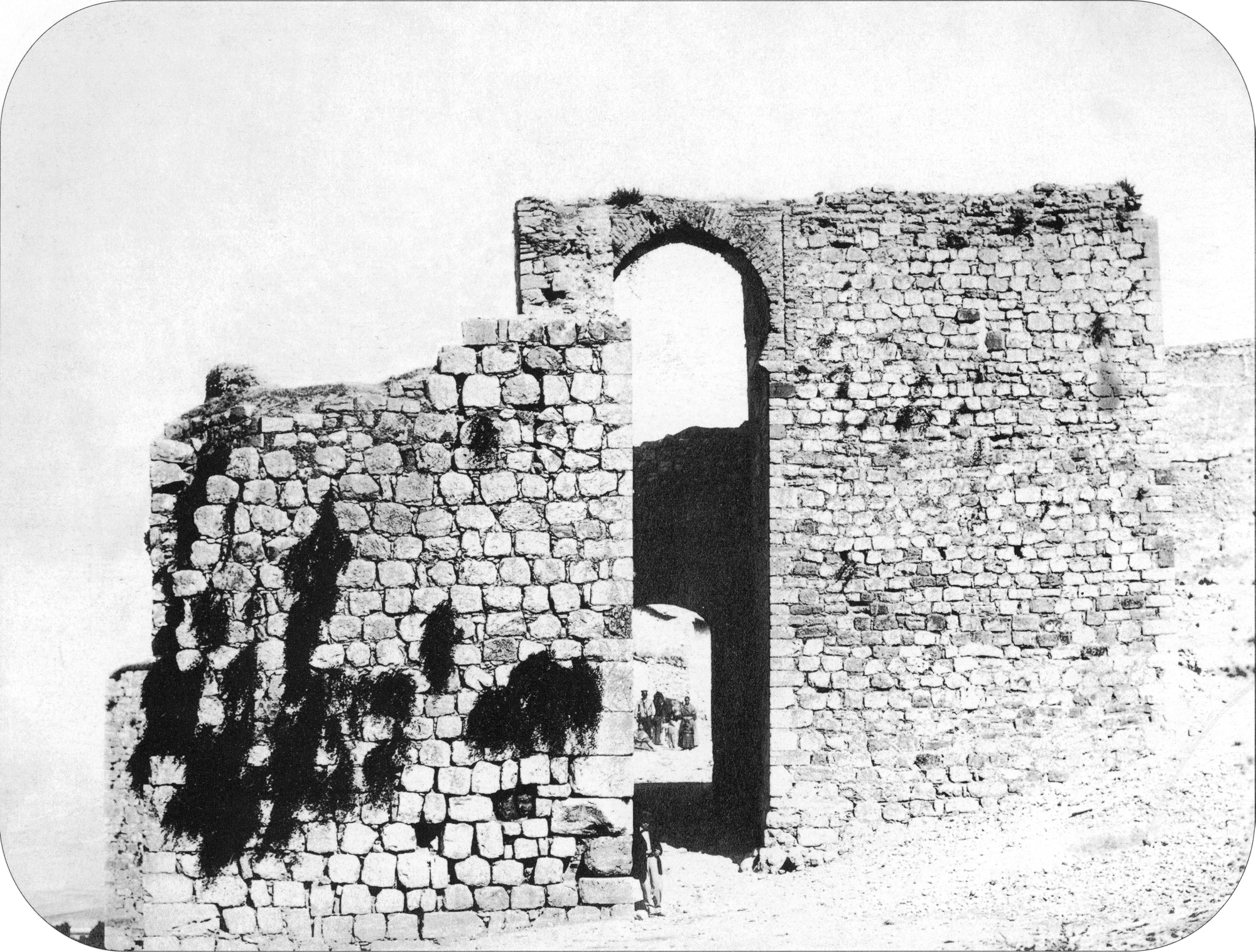
Vista de la desaparecida Puerta de Martos en 1862.